# Kawanishi K-7
El Kawanishi K-7 fue un hidroavión japonés fabricado por la compañía Kawanishi. Se trataba de un hidroavión sesquiplano con capacidad para cuatro pasajeros o un peso equivalente de correo.

## Historia y desarrollo
Su desarrollo por parte de Eiji Sekiguchi se inició apenas un mes después de la conclusión del modelo Kawanishi K-6. El objetivo principal era conseguir un hidroavión de alto rendimiento combinado con una elevada practicidad. La configuración del aparato era de sesquiplano, con el plano inferior de implantación baja y el superior en parasol, con tan sólo dos montantes entre los planos, que se prolongaban bajo el inferior hasta conectar con los flotadores.
La tripulación era de dos miembros, que se sentaban en dos cabinas abiertas situadas en tándem. Los cuatro pasajeros o la carga de correo se ubicaban en una cabina cerrada inferior, situada en el centro de gravedad del aparato, y ligeramente adelantada respecto a los puestos de la tripulación, justo tras el motor Maybach Mb IVa.
El K-7 demostró tener unas excelentes características de estabilidad, control y rendimiento, entrando en servicio en enero de 1925 con la compañía Nippon Koku, parte del Grupo Kawanishi. La producción alcanzó un total de 10 aparatos, construyéndose uno en 1924, tres en 1925, cuatro en 1926 y dos en 1927.
Una versión especial, la K-7B, fue construida en 1925, con la particularidad de poder emplear tanto flotadores como un tren de aterrizaje convencional. Las modificaciones incluían cambios en el plano superior, el empleo de un motor más potente —un Lorraine 1, V12 de 440 hp al despegue— y, en configuración con tren de aterrizaje, el empleo de un plano de sustentación entre ambas ruedas principales.

## Variantes
K-7A
Versión principal. Diez unidades construidas.
K-7B
Versión mejorada equipada con un motor más potente y capacidad de emplear un aterrizador convencional. Una única unidad construida.

## Especificaciones (K-7A)
Referencia datos: Japanese Aircraft 1910–1941

### Características generales
- Tripulación: 2
- Capacidad: 4 pasajeros o 300 kg de correo
- Longitud: 11 m
- Envergadura: 12 m
- Altura: 4,08 m
- Superficie alar: 34 m²
- Peso vacío: 1.250 kg
- Peso cargado: 2.000 kg
- Planta motriz: 1× motor en línea de 6 cilindros Maybach Mb IVa.
  - Potencia: 260-305 hp

### Rendimiento
- Velocidad máxima operativa (Vno): 196 km/h
- Alcance: km
- Radio de acción: km
- Alcance en combate: km
- Alcance en ferry: km
- Techo de vuelo: 6.000 m

### Aeronaves similares
- Heinkel HE 12
- LFG V 101
- Latécoère 28

### Secuencias de designación
← K-5 • K-6 • K-7 • K-8 • K-10 →

### Listas relacionadas
- Anexo:Hidroaviones y aviones anfibios